# Bernardetia litoralis
Bernardetia litoralis ist eine Art von Bakterien, die zur Abteilung der Bacteroidetes gehört.

## Erscheinungsbild
Bernardetia litoralis bildet lange Zellfäden mit einer Länge von ca. 180 µm ohne Querwände. Das Bakterium ist durch Gleiten motil und ist sehr agil. Flagellen sind nicht vorhanden. Sporen werden nicht gebildet. Der Gram-Test ist negativ. Die Kolonien sind rot gefärbt. Das Hauptcarotinoid ist Flexixanthin. Der Katalase-Test ist negativ.

## Wachstum und Stoffwechsel
Bernardetia litoralis ist streng aerob und chemo-organotroph. Der Stoffwechsel ist die Atmung. Gelatine und Stärke werden hydrolysiert. Pepton kann als alleinige Stickstoffquelle genutzt werden, nicht jedoch Glutamat oder Nitrat. Für das Wachstum werden verschiedene Aminosäuren und Thiamin benötigt. Es benötigt Meersalz und wurde im Meereswasser und Brackwasser gefunden.

## Systematik
Bernardetia litoralis zählt zur Familie der Bernardetiaceae, die wiederum zur Klasse Cytophagia gestellt wird. Die Art wurde als Flexibacter litoralis im Jahr 1969 von Ralph A. Lewin erstbeschrieben. Aufgrund weiterer genetischer Untersuchungen der Arten der Abteilung Bacteroidetes stellte sich die ursprüngliche systematische Zuordnung vieler Arten der Gattung Flexibacter als nicht mehr haltbar dar und die Mehrzahl der Arten wurden anderen Gattungen zugestellt. Ursprünglich wurde die Art in der Familie Cytophagaceae geführt. Bernardetia litoralis ist die Typusart und die einzige Art der Gattung Bernardetia.